# Torre del Agua de Sabadell
La Torre del Agua de Sabadell (en catalán: Torre de l'Aigua de Sabadell) es un depósito de agua modernista considerado uno de los edificios más emblemáticos de la ciudad, hasta el punto de ser su símbolo identificativo. Se levanta a la banda este de la ciudad, cerca del río Ripoll y de la carretera de Caldas de Montbuy. Funcionó como depósito entre 1922 y 1967. Es considerado uno de los 100 "Elementos del Patrimonio Industrial de Cataluña" y se pueden hacer visitas guiadas los días de Fiesta Mayor, el primer fin de semana de septiembre. La torre está catalogada como Bien Cultural de Interés Local con el número de registro 1508-I.